# Споменик руским војницима у Петроварадину
Споменик руским војницима у Петроварадину подигнут је 1929. године, на старом војничком гробљу на Транџаменту, на месту где је сахрањено 96 војника руске војске умрлих од рана и болести у аустроугарском логору.
Споменик у облику руског православног крста временом је био руиниран и порушен, а обновљен је 2013. године средствима Руске Федерације. Свечаности отварања су присуствовали амбасадор РФ у Србији Александар Чепурин, руски и српски војници, локалне власти, свештеници и грађани.